# Phymaturus excelsus
Phymaturus excelsus är en ödleart som beskrevs av  Lobo och QUINTEROS 2005. Phymaturus excelsus ingår i släktet Phymaturus och familjen Tropiduridae. Inga underarter finns listade i Catalogue of Life.